# Торбін Сергій Володимирович
Сергі́й Володи́мирович Торбін  (нар. 4 грудня 1977 (47 років) , Херсон )— український військовик, ветеран Російсько-української війни, позивний «Опер». Проходить у справі про вбивство Катерини Гандзюк як можливий координатор.

## Життєпис
Керує ГО «Добровольці божої чоти», що складається з добровольців-учасників АТО/ООС.
Як стверджує слідство, Торбін є виконавцем вбивства херсонської громадської діячки Катерини Гандзюк. У липні 2018 року Торбін отримав замовлення від раніше судимого за вбивство Олексія Левіна на те, щоб побити або облити кислотою Гандзюк.
17 серпня 2018 року Торбіна разом з Володимиром Васяновичем зааршетували на херсонському автовокзалі.
Торбін заявив, що був знайомий з Гандзюк як із помічницею мера Херсона. За його словами, вони зустрічалися 2017 року, коли Сергій просив виділити соціальні рекламні борди для учасників АТО. Гандзюк, за словами Сергія, посприяла цьому, а після цього вони не зустрічалися.
2019 року Торбін на засіданні Покровського районного суду Дніпропетровської області під головуванням Олени Чорної погодився на угоду зі слідством, визнавши себе винним у координації вбивства Катерини.
Суд визнав Торбіна винним, його засудили до 6,5 року, нападник Микита Грабчук отримав 6 років в'язниці, причетні до нападу Володимир Васянович і В'ячеслав Вишневський – по 4 роки, Віктор Горбунов – 3 роки.
1 жовтня 2020-го Ігор Павловський заявив, що ініціатором нападу на Гандзюк був керівник Херсонської облради Владислав Мангер, який, за словами Павловського, замовив вбивство Катерини Сергію Торбіну.

## Нагороди
- орден «За мужність» ІІІ ступеня
- орден «Народний герой України»